# Хоцивель (гмина)
Хоцивель (пол. Chociwel) — гмина (волость) в Польше, входит как административная единица в Старгардский повет, Западно-Поморское воеводство. Население — 5970 человека (на 2013 год).

## Прочие поселения
1. Хоцивель-Весь
2. Камёнка
3. Каня-Мала
4. Мокше
5. Мокшица
6. Плонтково
7. Печонка
8. Радомысль
9. Сонтыж-Первши
10. Сонтыж-Други
11. Сплаве
12. Стажице-ИИ
13. Забродзе
14. Закемпе